# Cor de chasse
Ne doit pas être confondu avec trompe de chasse.
Pour les articles homonymes, voir Cor (musique).

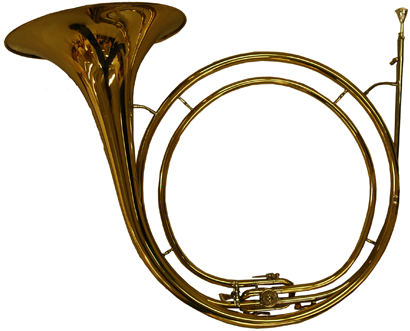
Cor de chasse en mi et si.

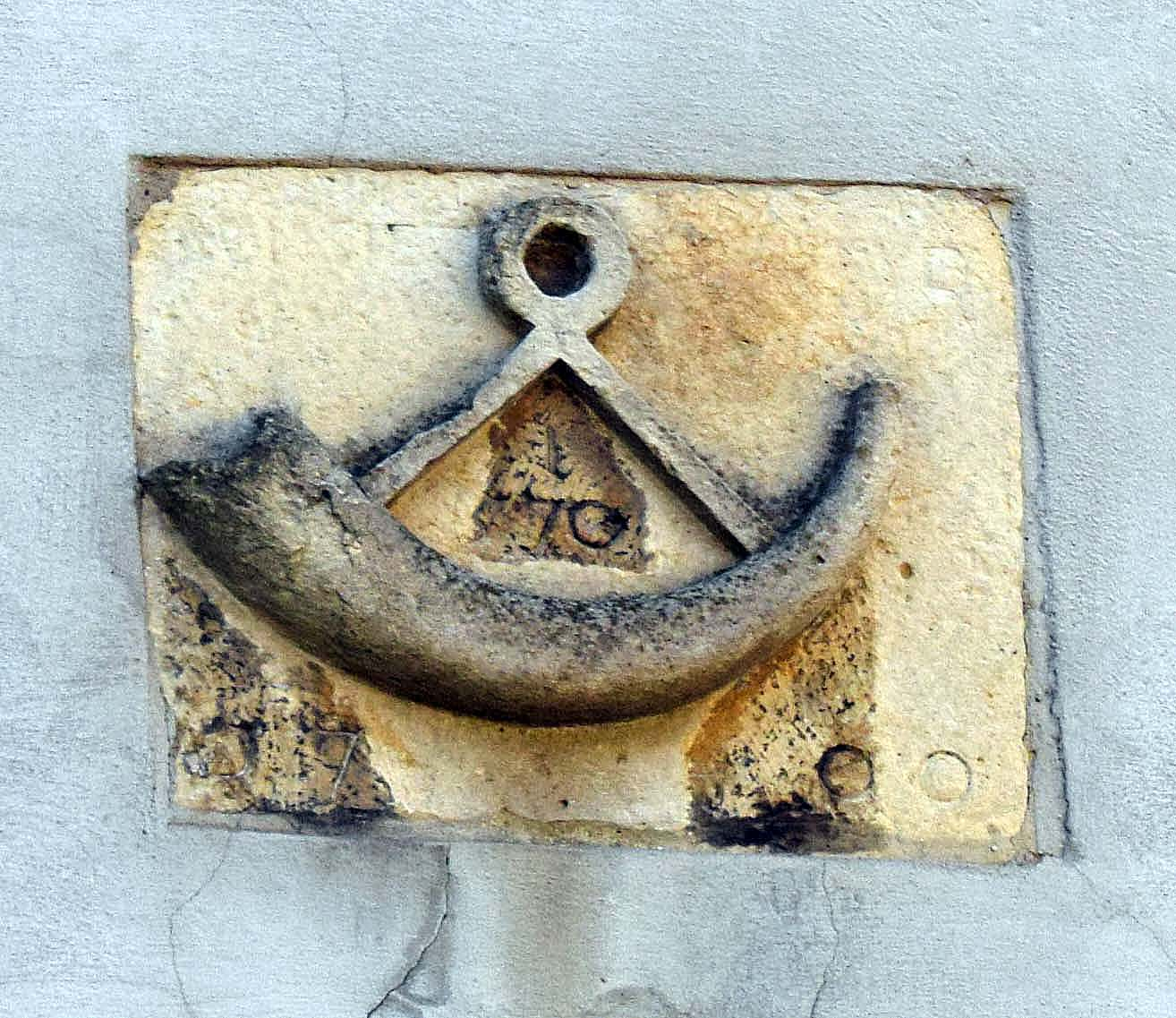
Emblème du Vieux Cornet à Uccle, dont la tour date du XVIe siècle.

Le cor de chasse, également appelé corno da caccia ou cor baroque, est un instrument de musique de la famille des cuivres. Ancêtre du cor naturel, lui-même à l'origine du cor moderne, il s'agit de la première apparition du cor dans sa configuration moderne circulaire, qui soit exploitable musicalement.
Le cor de chasse se présente un peu comme une trompe de chasse. Le nombre de tours varie suivant la tonalité de l'instrument. On note également l'absence de coulisse d'accord. Certains cors baroques sont munis de petites rallonges, précurseurs des tons sur les futurs cors naturels.
Dans les fanfares, le « cor de chasse » désigne communément un cor naturel en mi .
Le pareforce horn (Parforcehorn), la trompe de chasse allemande, est très proche du cor baroque. Il est d'ailleurs dénommé cor de chasse par les sonneurs français. La différence visible avec la trompe de chasse française est la coulisse d’accord (petit tube intérieur modifiant la tonalité), sur la branche d’embouchure. Il existe quelques autres petites différences au niveau de la facture, en particulier :
- l'accord en mi  pour le pareforce horn
- l'utilisation d'une embouchure de cor (la trompe française possède une embouchure particulière)
- la technique de jeu, classique, identique à celle du cor.

Actuellement, cet instrument n'est plus utilisé à la chasse mais l'est en musique militaire, en particulier dans les fanfares de régiments des bataillons de Chasseurs. Il est également utilisé dans les batteries-fanfares, au même titre que la trompette d'ordonnance.

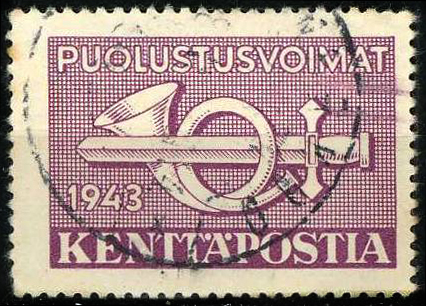
Timbre finlandais sur lequel est représenté un cor de chasse.

## Histoire
Comme son nom l'indique, il fut à l'origine joué à la chasse car venant d'une amélioration des cornes d'appels utilisées jusque-là. La découverte de ses capacités musicales lui permit d'intégrer la musique d'écurie (avec les trompettes) puis la musique de salon.
À l'époque baroque, les appellations cor de chasse et trompe de chasse désignent le même instrument. Une distinction se fera quand même quant au nom à donner selon l'usage que l'on fait de l'instrument,
- le cor de chasse désignant le cor dans un emploi de musique de salon,
- la trompe de chasse désignant l'instrument pour jouer les fanfares de chasse.

Le répertoire du cor baroque est très riche, bien qu'il s'agisse d'un instrument nouveau pour l'époque. Il fut souvent employé comme soliste dans le registre aigu, registre clarino, à l'instar des trompettes. Contrairement à ce que l'on peut croire Bach a beaucoup écrit pour le cor baroque (sans compter les partitions où l'indication « clarino », qualifiant un registre aigu, peut aussi bien désigner un cor qu'une trompette). Par exemple, sur le manuscrit du premier concerto brandebourgeois, on peut lire : « concerto a 2 corni di caccia », littéralement « concerto pour deux cors de chasse ».
La trompe de chasse actuelle a un peu évolué mais elle reste proche dans sa facture du cor baroque.

## Symbolique
Le cor de chasse est, dans l'armée française, l'emblème des troupes légères à savoir par ordre d'ancienneté :
- les deux corps de chasseurs à pied, joints à des régiments de hussards, créés par Louis XV en 1760 avec le cor de chasse comme attribut distinctif ;
- les 6 bataillons de chasseurs à pied créés par Louis XVI en 1784, indépendamment de tout rattachement à la cavalerie et qui seront renforcés de 6 nouveaux bataillons en 1788 ;
- les unités de chasseurs des troupes du Premier Empire, entre autres les chasseurs à cheval, les flanqueurs-chasseurs de la Garde Impériale ;
- guides-forestiers (1831) puis chasseurs forestiers (1875) ;
- chasseurs à pied (1837) ;
- chasseurs alpins (1888).

Il est aussi celui des douanes françaises - avec la grenade à sept flammes - de par leur lien historique avec les chasseurs à pied.
Cet emblème figurait (ou figure encore) sur les gibernes, collets d'uniforme, cols de vareuse, bérets, képis, insignes, fanions, cimier de hampe de fanion, etc.
Il est également présent sur les insignes des Alpins alias Alpini, troupes de montagne italiennes.